# Uomo più
Uomo più (Man Plus) è un romanzo di fantascienza del 1976 di Frederik Pohl, vincitore nel 1977 del Premio Nebula per il miglior romanzo.

## Storia editoriale
Il romanzo è stato pubblicato per la prima volta in tre puntate sulla rivista The Magazine of Fantasy and Science Fiction tra l'aprile e il giugno del 1976, poi ristampato in volume nell'agosto dello stesso anno.
L'opera, nel 1977, ha vinto il Premio Nebula per il miglior romanzo, è stato candidata al Premio Hugo per il miglior romanzo e si è classificata al secondo posto per il Premio John Wood Campbell Memorial.
Il romanzo, classificabile tra le opere pre-cyberpunk, è tra le prime a trattare temi come il postumanesimo.
Nel 1994 Pohl ha pubblicato un seguito al romanzo Man Plus dal titolo Mars Plus, scritto con Thomas T. Thomas.

## Trama
(Frederik Pohl, Uomo più)
L'Umanità ha i giorni contati: l'inquinamento e una possibile imminente guerra atomica causata dalle tensioni geopolitiche tra le superpotenze, rendono probabile l'estinzione della vita sulla Terra in pochi anni. Il Presidente degli Stati Uniti d'America, James Deshatine, basandosi su previsioni elaborate dalla rete di computer diffusa nello Stato, sponsorizza un progetto che, attraverso la modificazione tecnologica, renda l'Uomo adatto a vivere e a riprodursi su Marte colonizzandolo. Il progetto prevede di trasformare un volontario in cyborg eliminando tutti gli organi non necessari alla vita su Marte e impiantando, in sostituzione, degli apparati potenziati. Il processo, particolarmente invasivo ma reversibile, prevede anche un periodo di ambientamento all'utilizzo del nuovo corpo. Il primo volontario muore per infarto durante l'addestramento a causa di un sovraccarico sensoriale causato dai nuovi organi potenziati. Viene scelto come riserva l'astronauta Roger Torraway che si sottopone al processo di trasformazione.
La metamorfosi non lo muta solo fisicamente ma anche psicologicamente: dopo aver scoperto il tradimento della moglie Dorrie con il collega e amico Brad, il progetto gli mette accanto la psichiatra Sulie Carpenter sotto le mentite spoglie di un'infermiera, scelta soprattutto per la sua somiglianza con la moglie. Sulie e Roger sono attratti l'una dall'altro ma la partenza della missione li allontana. Della spedizione su Marte fanno parte, oltre che Roger e Brad, anche il gesuita e aerologo Don e il generale Hesburgh, quest'ultimo tuttavia non scenderà sul pianeta ma rimarrà a bordo dell'astronave in orbita. Dopo sette mesi di viaggio in cui Roger viene mantenuto in "animazione sospesa" l'astronave giunge sul pianeta. Su Marte Roger è vittima di un'avaria ai sistemi cibernetici e, suo malgrado, attacca Don e Brad tentando di ucciderli. I due, mettendo a rischio la loro vita, riescono a salvare il cyborg e a riattivarne i sistemi. Roger decide di rimanere per sempre su Marte e da lì a poco sarà raggiunto da Sulie decisa ad avviare una duratura relazione con lui e dare quindi inizio alla colonizzazione di Marte.
Dalla voce del narratore si apprende che in realtà la valutazione della rete di computer sulla possibilità di successo del progetto Man Plus era stata falsata dai computer stessi, divenuti una sorta di intelligenza artificiale che, modificando i risultati avevano voluto offrire all'Umanità ed a loro stessi l'unica possibilità di sopravviere all'estinzione. Tuttavia il narratore, ossia l'intelligenza artificiale, ipotizza che il progetto sia stato in realtà voluto e pianificato da un'entità terza.

## Personaggi
Roger TorrawayL'astronauta che viene modificato in cyborg per tentare di colonizzare Marte.
James DeshatineIl 42º presidente degli Stati Uniti d'America.
Susan Lee "Sulie" CarpenterUna psichiatra scelta per assistere Roger durante la trasformazione in cyborg, sotto le mentite spoglie di un'infermiera. Viene scelta soprattutto per la sua somiglianza con la moglie Dorrie.
Doroty "Dorrie" Louis TorrawayLa moglie di Roger. I due si stanno allontanando e lei ha una relazione con Brad, il collega del marito.
Donnelly "Don" S. KaymanUn prete gesuita, trentunenne, il più autorevole aerologo del mondo, scelto per far parte dell'equipaggio della missione su Marte.
Alexander "Brad" BradleyCollega di Roger, scelto per partecipare alla missione su Marte. Ha avuto una relazione con la moglie di Roger.
Willy HartnettIl primo volontario del progetto Man Plus. Trentasettenne, amico di Roger e anch'egli astronauta, muore d'infarto durante il processo di trasformazione in cyborg.
Titus HesburghIl generale, al comando dell'astronave diretta su Marte per il progetto Man Plus.

## Edizioni
- (EN) Frederik Pohl, Men Plus 1/3, in The Magazine of Fantasy and Science Fiction, n. 299, Mercury Press, Inc., aprile 1976.
- (EN) Frederik Pohl, Men Plus 2/3, in The Magazine of Fantasy and Science Fiction, n. 300, Mercury Press, Inc., maggio 1976.
- (EN) Frederik Pohl, Men Plus 3/3, in The Magazine of Fantasy and Science Fiction, n. 301, Mercury Press, Inc., giugno 1976.
- (EN) Frederik Pohl, 1ª ed., New York, Random House, 1976.
- Frederik Pohl, Uomo più, traduzione di Roberta Rambelli, introduzione di Sandro Pergameno, Cosmo Argento, n. 64, Milano, Editrice Nord, 1977,  p. 186.
- (FR) Frederik Pohl, Homme-Plus, traduzione di Philippe Hupp, Dimensions SF, Calmann-Lévy, 1977,  p. 279.
- (DE) Frederik Pohl, Mensch+, traduzione di Tony Westermayr, Bibliothek der Science Fiction Literatur, n. 76, Heyne, 1989,  p. 279.
- Frederik Pohl, Uomo +, traduzione di Roberta Rambelli, Tascabili Fantascienza, n. 18.46, Milano, Editrice Nord, 1993,  p. 186.
- (EN) Frederik Pohl, Man Plus, New York, Baen Books, 1994,  pp. 277, ISBN 978-0-671-87618-0.